# Namibische Netballnationalmannschaft
Die namibische Netballnationalmannschaft ist die Auswahl namibischer Netballspielerinnen, welche die Netball Namibia (NN) auf internationaler Ebene repräsentiert. Netball ist seit 2018 eine von drei Nationalsportarten des Landes und wird meist von weiblichen Sportlern gespielt. Die Nationalmannschaft trägt den Spitznamen Desert Jewels (zu Deutsch etwa Wüstenjuwelen). Nationaltrainerin ist (Stand November 2021) Julene Meyer.
Das Team nahm 1991 und 1995 an der Netball-Weltmeisterschaft teil und wurde 2023 Vize-Afrikameister.
Die Nationalmannschaft liegt in der Netball-Weltrangliste (Stand 1. Juni 2025) auf Rang 18 und auf Rang 6 in Afrika.
Zudem gibt es die U-21-Nationalmannschaft (Diamonds; Diamanten) und eine U-19-Nationalmannschaft (Baby Jewels; Baby-Juwelen).

## Teilnahmen und Erfolge
Afrikameisterschaften
- 2021 Netball-Afrikameisterschaft, in Windhoek,  Namibia: teilgenommen
- 2023 Netball-Afrikameisterschaft, in Gaborone,  Botswana: 2. Platz
- 2024 Netball-Afrikameisterschaft, in Swakopmund,  Namibia: 5. Platz

Weltmeisterschaften
- 1991, in Sydney,  Australien: 13. Platz (von 20 Nationen)
- 1995, in Birmingham,  England: 16. Platz (von 27 Nationen)
- 2023, in Kapstadt,  Südafrika: nicht qualifiziert

Andere Turniere
- 2021 Namibia Pent Series, in Windhoek,  Namibia: 4. Platz (von sechs Nationen)
- 2024 Pacific Netball Series,  Brisbane: 3. Platz
- 2025 UAE Netball Cup,  Dubai: 1. Platz[3]

## Männer
Erstmals nahm Namibia, zur in der Heimat ausgetragenen Netball-Afrikameisterschaft 2024, mit einer Herrenauswahl teil. Diese belegte am Ende den sechsten und damit vorletzten Platz.